# Okinawa (film)
Okinawa este un film american de război din 1952 regizat de Leigh Jason și cu Pat O'Brien, Cameron Mitchell și Richard Denning în rolurile principale. A fost produs și distribuit de Columbia Pictures ca un film de categoria B.

## Rezumat
Căpitanul Hale comandă o navă americană care participă la Bătălia de la Okinawa. Filmul include imagini de știri istorice autentice.

## Distribuție
- Pat O'Brien - Lt. Cmdr. Hale
- Cameron Mitchell - „Grip” McCleary
- Richard Denning - Lt. Phillips
- Rhys Williams - Robby Roberg
- James Dobson - Emerson
- Richard Benedict - Delgado
- Rudy Robles - Felix
- Norman Budd - Smith
- Don Gibson - Lt. Sanders
- George A. Cooper - Yeoman